# Іда (округ, Айова)
Шаблон:StateAbbr_ 42°23′12″ пн. ш. 95°30′52″ зх. д. / 42.386666666667° пн. ш. 95.514444444444° зх. д.
Округ  Іда (англ. Ida County) — округ (графство) у штаті  Айова, США. Ідентифікатор округу 19093.

## Історія
Округ утворений 1851 року.

## Демографія
За даними перепису 
2000 року 
загальне населення округу становило 7837 осіб, усе сільське.
Серед мешканців округу чоловіків було 3796, а жінок — 4041. В окрузі було 3213 домогосподарства, 2186 родин, які мешкали в 3506 будинках.
Середній розмір родини становив 2,95.
Віковий розподіл населення поданий у таблиці:
| Стать    | До 15 років | 15-21 | 22-29 | 30-39 | 40-49 | 50-65 | 65-85 | Понад 85 |
| -------- | ----------- | ----- | ----- | ----- | ----- | ----- | ----- | -------- |
| Чоловіки | 806         | 359   | 284   | 445   | 618   | 599   | 618   | 67       |
| Жінки    | 773         | 341   | 269   | 461   | 580   | 596   | 847   | 174      |

## Суміжні округи
- Черокі — північ
- Сак — схід
- Кроуфорд — південь
- Вудбері — захід

## Виноски
1. ↑  U.S. Decennial Census. US Census Bureau. Архів оригіналу за 26 квітня 2015. Процитовано 17 липня 2014.
2. ↑  Historical Census Browser. University of Virginia Library. Архів оригіналу за 11 серпня 2012. Процитовано 17 липня 2014.
3. ↑  Population of Counties by Decennial Census: 1900 to 1990. US Census Bureau. Архів оригіналу за 22 квітня 2014. Процитовано 17 липня 2014.
4. ↑  Census 2000 PHC-T-4. Ranking Tables for Counties: 1990 and 2000 (PDF). US Census Bureau. Архів оригіналу (PDF) за 18 грудня 2014. Процитовано 17 липня 2014.
5. ↑  State & County QuickFacts. United States Census Bureau. Архів оригіналу за 7 червня 2011. Процитовано 17 липня 2014. [Архівовано 2011-06-07 у Wayback Machine.](англ.) Наведено за англійською вікіпедією.
6. ↑  American FactFinder. Бюро перепису населення США. Архів оригіналу за 26 лютого 2012. Процитовано 31 січня 2008. [Архівовано 2008-05-21 у Wayback Machine.]

| США | Це незавершена стаття з географії США. Ви можете допомогти проєкту, виправивши або дописавши її. |